# Lozinghem
Lozinghem település Franciaországban, Pas-de-Calais megyében. Lakosainak száma 1271 fő (2022. január 1.). Lozinghem Allouagne, Lapugnoy, Auchel és Marles-les-Mines községekkel határos.

## Népesség
A település népességének változása:
| Lakosok száma | 1298 | 1301 | 1291 | 1262 | 1273 | 1291 | 1300 | 1286 | 1271 |
|               | 2013 | 2015 | 2016 | 2017 | 2018 | 2019 | 2020 | 2021 | 2022 |